# Bellefonte (Arkansas)
Bellefonte – miasto w Stanach Zjednoczonych, w stanie Arkansas, w hrabstwie Boone.